# Indemnizație pentru creșterea și îngrijirea copilului
Indemnizația pentru creșterea și îngrijirea copilului (ICC) este un venit lunar garantat pentru părinții noilor născuți.
Începând cu 1 iulie 2016, Guvernul a implementat, la propunerea Parlamentului, actul normativ prin care a fost majorat cuantumul indemnizației lunare pentru creșterea copilului la 85% din salariul minim brut pe țară garantat în plată de 1.250 lei.